# Damned If You Do
Damned If You Do è il dodicesimo album in studio del gruppo musicale Metal Church, pubblicato il 2018 da Rat Pak Records.

## Tracce
1. Damned If You Do – 4:35
2. The Black Things – 5:16
3. By the Numbers – 4:35
4. Revolution Underway – 5:25
5. Guillotine – 4:47
6. Rot Away – 3:26
7. Into the Fold – 4:20
8. Monkey Finger – 4:15
9. Out of Balance – 4:25
10. The War Electric – 4:09

## Formazione
- Mike Howe – voce
- Kurdt Vanderhoof – chitarra, mellotron
- Rick Van Zandt – chitarra
- Steve Unger – basso, voce
- Stet Howland – batteria